# Shahrestān di Siahkal
Lo shahrestān di Siahkal (farsi شهرستان سیاهکل) è uno dei 16 shahrestān della provincia di Gilan, in Iran. Il capoluogo è Siahkal. Lo shahrestān è suddiviso in 2 circoscrizioni (bakhsh): 
- Centrale (بخش مرکزی)
- Circoscrizione di Deylaman (بخش دیلمان).

Molti scavi archeologici nell'area della circoscrizione e della città di Deylaman hanno portato alla luce reperti del tardo II millennio a.C.